# ارمانین
ارمانین (به انگلیسی: Ermanin) با فرمول شیمیایی C۱۷H۱۴O۶ یک ترکیب شیمیایی با شناسه پاب‌کم ۵۳۵۲۰۰۱ است. که جرم مولی آن ۳۱۴٫۲۸ g/mol می‌باشد. 